# Mycale oceanica
Mycale oceanica är en svampdjursart som först beskrevs av Topsent 1924.  Mycale oceanica ingår i släktet Mycale och familjen Mycalidae. Inga underarter finns listade i Catalogue of Life.